# جيمس أو. إليسون
جيمس أو. إليسون (بالإنجليزية: James O. Ellison)‏ هو قاضي ومحامي أمريكي، ولد في 11 يناير 1929 في سانت لويس في الولايات المتحدة، وتوفي في 22 نوفمبر 2014 في تلسا في الولايات المتحدة.